# تراث شعبي عربي
التراث الشعبي العربي هي الموروثات الشعبية التي تنتشر في البلدان العربية والتي تشتمل على الرقص الشعبي والروايات الشفوية والأغاني الشعبية، وهي أغاني تعبر عن عادات وتقاليد كل شعب من الشعوب العربية.

## الغناء الشعبي
من أنواع الغناء الشعبي: السناد وهو الغناء الثقيل ذو الترجيع الكثير النغمات والنبرات الذي يعتمد على القافية المطلقة، ومن أنواع الغناء الشعبي أيضًا الهزج وهو الغناء الخفيف الذي يرقص عليه ويمشي بالدف والمزمار، وهناك الزجل وهو اللعب والجبلة والتطريب ورفع الصوت وسمي كذلك بسبب رفع الصوت فيه وترجعيه في الإنشاد وهناك الموال ويقسم إلى موال شامي موال مصري وهو خماسي وموال بغدادي وهو سباعي.

## الحكايات الشعبية
وهي تصور أحداثًا من الماضي أو تجمع بين الواقع والخيال في رؤية فنية أو ما يردده الناس من حكايات وخرافات تتضمن ما تم توارثه من عادات وتقاليد من الزمن الماضي وفي الفلكور العربي تم توارث سير الأبطال وملاحم البطولة مثل سيرة سيف ذي يزن وعنترة بن شداد وأبو زيد الهلالي وغيرهم من أبطال التاريخ العربي وكذلك اللطائف والنوادر الساخرة التي تصور بعباراتها الموجزة مثل ومن الشخصيات الطريفة التي تم توارثها من الماضي شخصية أشعب وشخصية الطنبوري وحذائه وشخصية جحا وغيرها ويشمل الفلكور العربي أيضًا الرسم والنقش والنحت وصناعة الدمى وتطريز الملابس والحلي وفنون التزيين وغيرها من الفنون.
يعتبر الفلكلور العربي غني بمواد المأثورات الشعبية التي سجلها الرواد الأوائل من المفكرين العرب في مخطوطاتهم ومدوناتهم الفكرية والأدبية مثل الجاحظ والأصفهاني وابن خلدون وغيرهم.
ومن المأثورات التي وصلتنا كتاب ألف ليلة وليلة وهو ملحمة أدبية شرقية تتناول قصصاً ترويها شهرزاد للملك شهريار تمتد على مدى ألف ليلة وليلة، تنهي شهرزاد الليلة بجزء مشوق ومثير من القصة لتكملة في الليلة القادمة وهكذا ليجبر الملك لإبقائها على قيد الحياة حتى الليلة القادمة. وتضمنت القصص شخصيات متوارثة من جيل إلى جيل مثل شخصية السندباد البحري وشخصية علي بابا والأربعين لصًا وشخصية معروف الإسكافي التي ختم بها كتاب ألف ليلة وليلة.
كما يشمل الفلكور العربي اللهجات التي تم توارثها من جيل إلى جيل وهي تختلف من دولة عربية إلى دولة عربية أخرى وتختلف من منطقة إلى منطقة أخرى داخل كل دولة.